# Любунь (Росія)
Любунь (рос. Любунь) — село в Спас-Деменському районі Калузької області Російської Федерації.
Населення становить 187 осіб. Входить до складу муніципального утворення Село Любунь.

## Історія
Від 2004 року входить до складу муніципального утворення Село Любунь

## Населення
| 2002 | 2007 | 2010 |
| ---- | ---- | ---- |
| 231  | ↘201 | ↘187 |